# Sappho Çoban
Sappho Özge Çoban (* 7. September 1994 in Karlsruhe) ist eine deutsche ehemalige Judoka.

## Leben
Sappho Çoban besuchte das Otto-Hahn-Gymnasium Karlsruhe und legte 2012 das Abitur ab. 2012–2016 absolvierte sie in der Bundespolizeisportschule Kienbaum die Ausbildung zur Polizeimeisterin und trainierte auch im Bundesleistungszentrum Kienbaum.
Çoban betreibt den Judo-Sport seit 1998. Ihr Heimatverein ist der Budo-Club Karlsruhe. Ihre jüngere Schwester Xenia (* 1998) ist ebenfalls Judoka.

## Erfolge
Im März 2011 wurde Sappho Çoban Deutsche Meisterin in der Kategorie U20, nachdem sie zuvor bei den nationalen Titelkämpfen der Senioren die Bronzemedaille erringen konnte. Zum Jahresende sammelte sie bei den Juniorenweltmeisterschaften in Kapstadt erste internationale Erfahrungen und siegte im Folgejahr bei den Europameisterschaften der U20 in Poreč. Ende April 2013 belegte sie bei der Team-Europameisterschaft in Budapest den dritten Platz. Im Oktober 2013 gewann Çoban in Ljubljana gegen die Südamerikanerin Jessica Pereira als erste deutsche Juniorin den Weltmeistertitel der U21. Mit der Mannschaft erreichte sie wenige Tage später erneut Rang drei. Anfang 2014 holte sie in Ettlingen den nationalen Titel bei den Frauen. Mehrere vordere Platzierungen im Welt- und Europacup kamen über die Jahre hinzu.
Mitte Oktober 2014 wurde Çoban für ihre Erfolge bei den Juniorenweltmeisterschaften zur Juniorsportlerin des Jahres 2014 gewählt. Die Olympischen Spiele 2020 verpasste sie, nachdem sie sich im August 2019 das Kreuzband gerissen hatte. Im März 2022 beendete sie ihre aktive Karriere.